# Giuseppe Lelio Petronio
Giuseppe Lelio Petronio (Sambiase, 29 novembre 1937 – Lamezia Terme, 29 maggio 2017) è stato un politico italiano.
Consigliere comunale e Sindaco di Lamezia Terme nel 1974 e nel 1982, è stato senatore della Repubblica per due legislature e Sottosegretario di Stato alla Presidenza del Consiglio dei Ministri nei governi Goria e De Mita e sottosegretario ai Trasporti nei governi Andreotti VI e VII. Fu anche presidente della Provincia di Catanzaro dal 1975 al 1979.